# Alta corte di giustizia
L'Alta corte di giustizia  era un'istituzione straordinaria del Regno d'Italia, prevista dallo Statuto Albertino, per giudicare gravi crimini contro lo Stato.

## Funzioni
Secondo lo Statuto (art. 36), il Senato del Regno veniva costituito in Alta corte con un decreto del re per giudicare i reati di alto tradimento e di attentato alla sicurezza dello Stato e per giudicare sui ministri messi in stato d'accusa dalla Camera dei deputati.
L'art. 47 dello Statuto diceva: “La Camera dei Deputati ha il diritto di accusare i ministri del Re e di tradurli dinnanzi all’Alta corte di giustizia”.
Altra competenza era quella penale nei confronti dei senatori in carica.
Quando il Senato veniva convocato come corte di giustizia non poteva rivestire alcun ruolo politico, ma esclusivamente giudiziario. Anche per questo era assistito, per le funzioni di cancelleria, da un funzionario proveniente dai ruoli dell'amministrazione della Giustizia.

## Storia
Nel corso della sua attività l'Alta corte di giustizia si occupò di 378 processi.
Il primo fu il procedimento contro il senatore Carlo Pellion di Persano del 1866 a seguito della sconfitta nella battaglia di Lissa. In quell'occasione nacque l'esigenza di normare le inedite procedure giudiziarie tramite un regolamento, formulato in 18 articoli e votato nella seduta segreta dell'Alta corte di giustizia del 23 ottobre 1866.
Altri processi celebri sono quelli contro il ministro Nunzio Nasi del 1904, quello al generale Emilio De Bono per complicità nel delitto Matteotti e quello riguardante i senatori coinvolti nella gestione della Banca italiana di Sconto del 1924-1926.

## Archivi
A seguito della soppressione del Senato da parte della Repubblica sociale italiana, anche gli archivi dei processi tenuti dall'Alta corte di giustizia furono trasferiti nella sede dell'Archivio di Stato di Venezia. Solo alla fine della seconda guerra mondiale furono riportati a Roma.